# Solomon Northup
(Solomon Northup, incipit di 12 anni schiavo [Twelve Years a Slave], autobiografia.)
Solomon Northup (Minerva, 10 luglio 1808 – ca. 1864) è stato un musicista, scrittore e attivista statunitense, che fu ridotto in schiavitù, nonostante fosse un uomo libero, a seguito di un rapimento.

Firma

Venne ridotto in stato di schiavitù, dopo essere stato rapito da alcuni trafficanti. Appena riacquistò la libertà, dopo 12 anni e dopo varie traversie, scrisse una autobiografia intitolata Twelve Years a Slave (12 anni schiavo), pubblicata la prima volta nel luglio del 1853 e assistito nella stesura da David Wilson, un avvocato di spicco di New York, già autore di due pubblicazioni sulla storia locale, e abolizionista. Vendette all'epoca 30 000 copie e fu considerata un bestseller.

## Vita da uomo libero
Northup nacque a Minerva, nello stato di New York, il 10 luglio del 1808, come da lui affermato nella propria autobiografia, sebbene in una successiva deposizione abbia affermato di come probabilmente fosse nato lo stesso giorno dell'anno precedente. Sua madre, sempre secondo la sua autobiografia, era una quadroon (ovverosia una persona d'origini per un quarto africane e per tre quarti europee) e, proprio in virtù di ciò, era una cittadina statunitense di condizione libera dalla nascita, uno stato legale che Solomon e suo fratello maggiore Joseph ereditarono naturalmente in ossequio alla dottrina legale del partus sequitur ventrem in vigore negli allora Stati Uniti schiavisti, mentre suo padre Mintus era un liberto afroamericano originario del Rhode Island, per anni appunto uno schiavo della ricca famiglia Northup, fino a che non venne affrancato in ottemperanza alle volontà testamentarie del suo padrone, Henry Northup, a seguito di cui - com'era in uso per tutti gli schiavi emancipati dai loro stessi padroni - ne assunse legalmente il cognome.
Contadino, falegname e violinista, nel 1829, il giorno di Natale, aveva sposato Anne Hampton, una cuoca mulatta, con cui ebbe tre figli, Elizabeth, Margaret e Alonzo, che al momento del rapimento avevano 10, 8, e 5 anni d'età. Solomon iniziò a suonare il violino durante le ore di svago della sua giovinezza, dopo aver terminato il suo principale dovere di aiutare il padre nella fattoria. Nel suo libro di memorie, egli chiama il violino "la passione dominante della mia giovinezza". Fino al 1834 risiedeva con la sua famiglia a Hebron (vicino a New York) dove possedeva una fattoria. Successivamente, accompagnato dai suoi cari, si trasferì a Saratoga Springs.

## Rapimento

### Alexander Merrill e Joseph Russell
Nel mese di aprile del 1841, all'età di 32 anni, fu rapito da trafficanti di schiavi, tali Merrill Brown e Abram Hamilton (che verranno poi successivamente identificati come Alexander Merrill e Joseph Russell), che lo trassero in inganno con una falsa offerta di lavoro come musicista in un circo. L'incontro fra Solomon e Merril e Russell avvenne a Saratoga Springs, la cittadina vicino a New York dove Solomon risiedeva da alcuni anni. I tre partirono per la città di New York, dove si tenne uno spettacolo, che però deluse Solomon, trattandosi di banali giochi di magia. Northup, convinto che il suo viaggio durasse solo una notte non avvisò la moglie Anne. Ma a quel punto gli uomini lo convinsero ad andare con loro a un fantomatico circo a Washington offrendogli un generoso stipendio e il costo del suo viaggio di ritorno a casa.
Si fermarono in modo che potesse ottenere una copia dei suoi documenti, per dimostrare il suo status di uomo libero. La sua condizione di uomo di colore era infatti preoccupante mentre era in viaggio a Washington, dove la schiavitù era legale, e vi erano grossi traffici di schiavi. Il rapimento fu messo in atto mentre si trovavano nella capitale, dove si stavano svolgendo i funerali solenni del presidente Harrison. Solomon racconta che fecero i turisti per la città, visitando la Casa Bianca e assistendo al corteo funebre. Più tardi Northup fu drogato con belladonna, avvelenamento che gli causò un fortissimo stato di malessere e incoscienza.

### James H. Birch e la Yellow House
Solomon nella notte fu prelevato da vari uomini nella stanza dell'hotel dove risiedeva e ceduto a James H. Birch, un mercante di schiavi, per 650 dollari, affermando che si trattava di uno schiavo fuggiasco dalla Georgia. Solomon si ritrovò incatenato in una prigione per schiavi, che poi verrà identificata come "The Yellow House" (o "Williams Slave Pen" sita in Independence Avenue SW, dove ora è situata la sede della Federal Aviation Administration) il tutto a pochi metri dal Campidoglio della capitale Washington. Birch e il suo sodale Ebenezer Radburn, picchiarono (con una pagaia e un gatto a nove code) ripetutamente Solomon Northup per impedirgli di dire che era un uomo libero. Il pestaggio, che durò alcune ore, e che sfiancò finanche Birch e Radburn, provocò profonde ferite nel fisico di Solomon, il quale paragonò quelle sofferenze alle "fiamme dell'inferno".

## Riduzione in schiavitù

### Brigantino Orleans e il piano di ammutinamento
Successivamente Solomon fu spedito a New Orleans con un passaggio in nave sul brigantino Orleans, partendo dal porto di Richmond, il 27 aprile 1841 e arrivando a destinazione il 24 maggio 1841. Sulla nave Solomon venne registrato con il falso nome di Platt Hamilton. Sui documenti di trasporto, che sono stati recentemente trovati, Northup figura come Hamilton Plat al numero 33 della lista, e la curiosità è che viene indicata l'età in 26 (nella realtà quasi 33) e il colore della pelle in Yellow ("giallo"). Solomon racconta che durante il viaggio complottò, con alcuni suoi compagni di sventura, un ammutinamento per guadagnare così la libertà. Sopraggiunse però sulla nave una epidemia di vaiolo e uno schiavo di nome Robert (che faceva parte del piano di ammutinamento) morì per la stessa malattia: il progetto di presa di possesso della nave quindi svanì.

### Il marinaio inglese John Manning
Mentre si trovava sulla nave che lo stava portando nella Louisiana Solomon riuscì a convincere John Manning, un marinaio inglese, ad inviare una lettera a Henry B. Northup, al fine di far conoscere ai suoi cari gli accadimenti e nella speranza quindi di poter essere liberato. Henry era un avvocato, un membro della famiglia che un tempo aveva tenuto il padre di Solomon come schiavo, e un amico d'infanzia dello stesso Solomon. Vi è da dire che lo Stato di New York aveva approvato una legge il 14 maggio del 1840 per proteggere i suoi residenti afro-americani, fornendo assistenza legale e finanziaria per facilitare il recupero nell'eventualità venissero rapiti e portati fuori dallo stato. Purtroppo l'avvocato Henry B. Northup non poté agire in quanto non conosceva la destinazione finale di Solomon, e non gli rimaneva altro da fare che aspettare di ricevere notizie più precise. L'attesa alla fine fu premiata, anche se durò oltre 11 anni.

## Vita da schiavo

### William Ford
Venti anni prima della guerra civile, l'espansione della coltivazione del cotone nel profondo sud aveva portato a una continua e forte domanda di schiavi sani. I rapitori usavano una varietà di mezzi, dal rapimento alla costrizione e all'inganno, e spesso anche i bambini erano vittima di questo sistema criminale, in quanto erano più facili da controllare e gestire. 
Giunto a New Orleans, Solomon fu preso in carico da Theophilus Freeman, partner di James H. Birch, ma il giorno dopo la sua discesa a terra si ammalò di vaiolo. Rischiò seriamente di morire, ma riuscì a sopravvivere, anche se sul corpo rimasero diverse cicatrici. La malattia fece diminuire il suo valore commerciale e fu venduto, il 17 giugno 1841, per soli 1000 dollari a William Ford, predicatore battista e proprietario di una piantagione in Louisiana.
Nella sua autobiografia Solomon ricorda William Ford come un buon uomo usando le seguenti parole: «Non c'è mai stato un uomo più gentile, nobile, schietto e cristiano di William Ford». Per giustificare il coinvolgimento di Ford nella schiavitù imputa le colpe alle circostanze e all'educazione ricevuta dallo stesso Ford. Come già sulla nave che lo aveva trasportato in Louisiana, Solomon venne rinominato Platt e fu tenuto in stato di schiavitù da diversi proprietari per 12 anni, durante i quali i suoi amici e la famiglia non ricevettero più notizie di lui. I 12 anni di schiavitù furono interamente passati da Solomon nella regione del Red River.

### John M. Tibaut
Durante l'inverno del 1842 William Ford cedette Solomon a John M. Tibaut, un carpentiere che lavorava in una piantagione di Bayou Boeuf di proprietà dello stesso Ford. Tibaut non pagò il prezzo di acquisto totale e così Ford accese un mutuo di 400 dollari sulla proprietà di Northup, con Solomon che costituiva quindi la garanzia del prestito. Con Tibaut come padrone, Solomon subì un trattamento crudele e capriccioso. Tibaut lo riportò alla piantagione Ford, dove c'erano altre costruzioni da realizzare.
Un giorno Tibaut decise di punire Solomon, perché a suo avviso non stava seguendo le sue direttive. Ma quando Tibaut afferrò la frusta, Solomon si ribellò, ed ebbe la meglio picchiando Tibaut, il quale cercò poi di vendicarsi chiamando alcuni suoi amici e cercando di impiccare lo schiavo ribelle. Furono poi fermati da un uomo di Ford, di nome Chapin, che ricordò a Tibaut il valore economico che Solomon costituiva per Ford e cacciandoli via con le armi. Anche se non impiccato, Solomon fu lasciato da Chapin per ore con i polsi legati e con il cappio al collo, nell'indifferenza generale degli altri schiavi e abitanti della piantagione, e fu successivamente liberato personalmente da William Ford. Solomon, nella sua autobiografia, afferma che il debito contratto da William Ford gli salvò la vita.
Dopo questi accadimenti, Solomon fu mandato a lavorare per un mese come carpentiere nella piantagione di Peter Tanner, cognato di William Ford (Peter Tanner era il fratello della moglie di Ford) ma al ritorno Tibaut cercò ancora di uccidere Solomon, provando a colpirlo con un'ascia, ma anche stavolta Northup riuscì a salvarsi, fuggendo per alcuni giorni nelle paludi circostanti. Dopo questi avvenimenti Tibaut cedette Solomon a un coltivatore di nome Eldret, in un luogo che Solomon chiama "The Big Cane brake", sito a 38 miglia a sud del Red River, dove si stavano effettuando disboscamenti per sviluppare la coltivazione del cotone. Questo prestito durò soltanto 5 settimane.

### Edwin Epps
Poche settimane dopo questi avvenimenti, il 2 maggio 1843, John M. Tibaut cedette Solomon per 1.500 dollari a Edwin Epps, proprietario di una piantagione della zona. Fra i suoi padroni Solomon indicò in Edwin Epps (ultimo dei suoi padroni, colui che ne deteneva la proprietà al momento della liberazione nel 1853, sotto il quale rimase 10 anni) il peggiore di tutti, descrivendolo come uomo sadico e crudele, capace di infliggere tremende sevizie agli schiavi. La sua politica era quella di frustare gli schiavi se non effettuavano la quantità di lavoro che aveva stabilito per loro. Northup racconta, nella sua autobiografia, che i suoni delle frustate risuonavano ogni giorno nella fattoria e Epps abusava sessualmente di una giovane donna schiava di nome Patsey.
Nonostante Patsey avesse un dono straordinario per la raccolta del cotone in tempi veloci, era una delle schiave più gravemente vessata di tutta la piantagione. Ciò era dovuto principalmente alla moglie di Epps, Mary, che sollecitava il marito Edwin a usare di continuo la frusta con la sfortunata ragazza, mossa dalla gelosia che provava per i continui impulsi sessuali del marito. Solomon nell'autobiografia racconta che nulla deliziava Mary Epps più di vedere Patsey soffrire. Northup afferma che vide con i suoi occhi la padrona Epps scagliare una bottiglia rotta in faccia a Patsey; inoltre Northup descrive le frustate ricevute da Patsey come la fustigazione più crudele che i suoi occhi avessero mai visto. In un altro episodio, Solomon racconta che Epps costrinse lo stesso Solomon a frustare la ragazza, ma quando si accorse che Solomon non usava tutta la forza, riprese la frusta in mano fustigando Patsey con energia spropositata.
In questi lunghi 10 anni Solomon cercò di inviare messaggi fuori della piantagione ma senza alcun successo (erano vietati l'uso e il possesso di carta da lettera). Durante il decennio di prigionia Solomon racconta che, nella piantagione Epps, arrivò un uomo bianco, di nome Armsby, che cercava lavoro come sorvegliante: i suoi guai economici però lo ridussero a lavorare come bracciante nella piantagione. Solomon si fidò di quest'uomo e gli chiese di scrivere una lettera ai suoi cari per riguadagnare la libertà. Armsby ambiguamente accettò di aiutarlo ma, al fine di ottenere un miglioramento della sua posizione all'interno della piantagione, rivelò il tutto al padrone Epps. Solomon riuscì però a convincere Epps che Armsby mentiva, riuscendola a scampare senza alcuna punizione.
Durante la Guerra civile americana, quando la Louisiana venne occupata, alcuni soldati dell'Unione che avevano letto il libro biografico di Solomon Northup, si misero alla ricerca di Edwin Epps per fargli leggere il libro ed ottenere il suo parere su di esso (lo rintracciarono grazie ad un Censimento fatto nel 1860). Una volta letto, Epps confermò che tutto ciò che era riportato nel libro era vero, ammettendo anche che Solomon era un nero con un'intelligenza non comune. Epps e sua moglie morirono entrambi nel 1867 a causa di un'epidemia di febbre gialla scoppiata in Louisiana.

## Ritorno in libertà

### Samuel Bass
Solomon, durante la prigionia sotto la proprietà di Edwin Epps, conobbe un carpentiere, di nome Samuel Bass (un uomo bianco abolizionista proveniente dal Canada), a cui per la prima volta da quando era stato reso schiavo raccontò tutta la sua storia. Bass, rischiando moltissimo in prima persona (nel 1850 era entrata in vigore la Fugitive Slave Law che puniva chi assisteva e aiutava gli schiavi nella fuga) accettò la richiesta d'aiuto di Solomon, scrivendo varie lettere a firma Solomon Northup, fra cui una destinata a Cephas Parker e William Perry (datata 15 agosto 1852 e ricevuta nei primi giorni di settembre dello stesso anno), negozianti a Saratoga e amici dello stesso Solomon. Nelle lettere Samuel Bass non svelò la sua identità, avendo paura di subire ritorsioni, né nominò la piantagione Epps, ma fornendo come indicazione di luogo da ricercare "Marksville, Louisiana, Parish of Avoyelles".

### Henry B. Northup
Nella lettera vi erano vaghe indicazioni sulla località dove era tenuto schiavo Solomon, ma questo permise alla sua famiglia di sapere la sua sorte e il governatore di New York, Washington Hunt, si batté per la sua liberazione, collaborando anche con il senatore della Louisiana Pierre Soulé. L'avvocato Henry B. Northup (che fu incaricato ufficialmente dalle autorità grazie a una legge dello Stato di New York del 1840 che aveva come finalità quella di aiutare i residenti afro-americani rapiti e ridotti in schiavitù in altri stati federali), parente dell'ex padrone del padre di Solomon, Mintus, viaggiò fino nel sud della Louisiana per operarne la liberazione e contattò John Pamplin Waddill, un avvocato locale che si dimostrò fondamentale per la localizzazione di Solomon.
Vi è da dire che nella lettera di Samuel Bass a Cephas Parker e William Perry non vi era scritto il nome con cui era conosciuto Solomon Northup nella Louisiana (Platt), e Henry B. Northup non sapeva da dove iniziare le ricerche. Fu l'avvocato John Pamplin Waddill a suggerirgli di contattare Samuel Bass, in quanto sospettava potesse essere lui l'autore anonimo delle lettere rivelatrici (l'attività abolizionista di Bass era nota a Waddill). Henry Northup incontrò Bass che gli confermò il tutto e gli svelò il nome da schiavo di Solomon e il luogo di prigionia (piantagione Epps). Fu così che Henry B. Northup giunse alla piantagione Epps in compagnia dello sceriffo di Avoyelles Parish e che Solomon riacquisì la libertà il 4 gennaio del 1853, dopo 11 anni, 8 mesi e 26 giorni di prigionia, all'età di circa 45 anni. L'ordinanza di concessione della libertà fu emessa dal giudice Ralph Cushman.
Nell'autobiografia Solomon riporta che Edwin Epps prima chiese il perché non gli avesse detto la sua condizione di uomo libero al momento dell'acquisto. Poi però disse che se avesse saputo che gli uomini del nord cercavano "Platt", avrebbe preso qualsiasi misura per garantire che non lo prendessero in vita. Il racconto di Solomon continua riferendo che Epps, pur non conoscendone l'identità, maledisse l'uomo che aveva aiutato il suo schiavo (Samuel Bass, il carpentiere canadese che aveva svelato la localizzazione di Northup) e promise di ucciderlo appena avesse scoperto chi fosse. Solomon concluse il racconto dell'episodio scrivendo: "Egli (Epps) pensava solo della sua perdita, e mi maledisse per essere nato libero". Epps successivamente fu convinto dal suo avvocato a non ricorrere in tribunale in quanto avrebbero sicuramente perso e firmò le carte rinunciando a qualsiasi diritto di proprietà su Solomon.

### Ritorno in famiglia e il mistero della morte
Solomon poté così ricongiungersi alla sua famiglia a Glens Falls il 21 gennaio 1853. Solomon raccontò subito la sua storia rilasciando interviste alla stampa locale. Nel luglio del 1853 pubblicò la sua autobiografia: egli divenne attivo sostenitore del movimento abolizionista e tenne conferenze sulla schiavitù in tutto il nordest degli Stati Uniti d'America. Nel 1855 egli viveva con la figlia Margaret Stanton e la di lei famiglia a Queensbury nello stato di New York.
Solomon scomparve in circostanze sconosciute pochi anni dopo aver recuperato il suo status di uomo libero. Non ci sono prove dell'esistenza in vita di Solomon dopo il 1857. Alcuni giornali riportavano voci non controllate che ipotizzavano un possibile nuovo rapimento. Non fu registrato con la sua famiglia nel censimento degli Stati Uniti nel 1860.
Nel censimento del 1865 i registri dello Stato di New York annotano solo sua moglie Anne Northup che vive con la figlia e il figlio. Quando Anne Northup morì nel 1876, alcuni giornali dissero che era vedova. In un necrologio, lodando Anne, si diceva che Solomon Northup "avendo tenuto conferenze in tutto il paese, era diventato un vagabondo". Alcuni storici recenti, come Clifford Brown e Carol Wilson, affermarono che è probabile che sia morto per cause naturali, ritenendo che un nuovo rapimento fosse improbabile in quanto troppo vecchio per interessare i trafficanti di schiavi. La tomba, sebbene intensamente cercata, non è stata mai trovata. La sua fine resta tuttora un mistero irrisolto.

## Processi legali

### Washington
Dopo la liberazione, sulla via del ritorno, Solomon e l'avvocato Henry B. Northup si fermarono a Washington per denunciare e citare in giudizio gli uomini che erano stati responsabili delle sue vicissitudini. I giudici, però, non ammisero la testimonianza di Solomon, in quanto, in quello Stato, le persone di colore non potevano testimoniare contro i bianchi e il tutto si risolse nel nulla. Il caso ricevette l'attenzione nazionale e il New York Times pubblicò un articolo sul processo il 20 gennaio 1853.

### Thaddeus St. John
Thaddeus St. John, un giudice di contea del tribunale di Fonda, New York, ricordò di aver visto due vecchi amici, Alexander Merrill e Joseph Russell, in viaggio con un uomo di colore a Washington al momento del funerale del presidente Harrison, in corrispondenza del rapimento di Solomon. Dopo di che li incontrò di nuovo mentre tornava da Washington, ma senza più la compagnia dell'uomo nero, e ricordò una conversazione strana con loro durante il primo viaggio. I due uomini, avevano chiesto di essere chiamati Brown e Hamilton quando erano in compagnia con l'uomo di colore, piuttosto che come Merrill e Russell, come lui li conosceva.
Contattate le autorità, Thaddeus St. John incontrò Northup, e i due riconobbero i due sedicenti circensi. Merrill e Russell furono individuati e arrestati. Il caso fu riaperto il 4 ottobre 1854: sia Northup che Thaddeus St. John testimoniarono contro di loro. Il tutto però si risolse di nuovo in un nulla di fatto, nel dubbio che il reato fosse stato commesso a Washington piuttosto che a New York. Dopo più di due anni di appelli, un nuovo procuratore distrettuale di New York non volle perseguire il caso, che fu definitivamente cassato nel maggio del 1857.

## Media

### Sue Eakin
La storia di Solomon Northup, dopo la pubblicazione della sua autobiografia avvenuta nel 1853, ristampata nel 1869, venne dimenticata da tutti per oltre 100 anni. Nel 1968 però, una ricercatrice storica della Louisiana di nome Sue Eakin, coadiuvata dallo storico Joseph Logsdon, riprese in mano la storia, scrivendo un libro dal titolo Twelve Years a Slave - And Plantation Life in the Antebellum South. Questo libro non è una mera riproposizione dell'autobiografia ma contiene molte ricerche sulla vita di Solomon fatte in proprio, oltre a mappe dei luoghi. La ricercatrice Sue Eakin riuscì, fra l'altro, a identificare il punto esatto dove sorgeva la casa di Edwin Epps, nei pressi della quale fu liberato Solomon, oggi rintracciabile all'indirizzo "489-599 Carl Hunt Road Bunkie, LA 71322, Stati Uniti". La casa fu poi restaurata e spostata nel campus dell'università LSU di Alexandria in Louisiana.

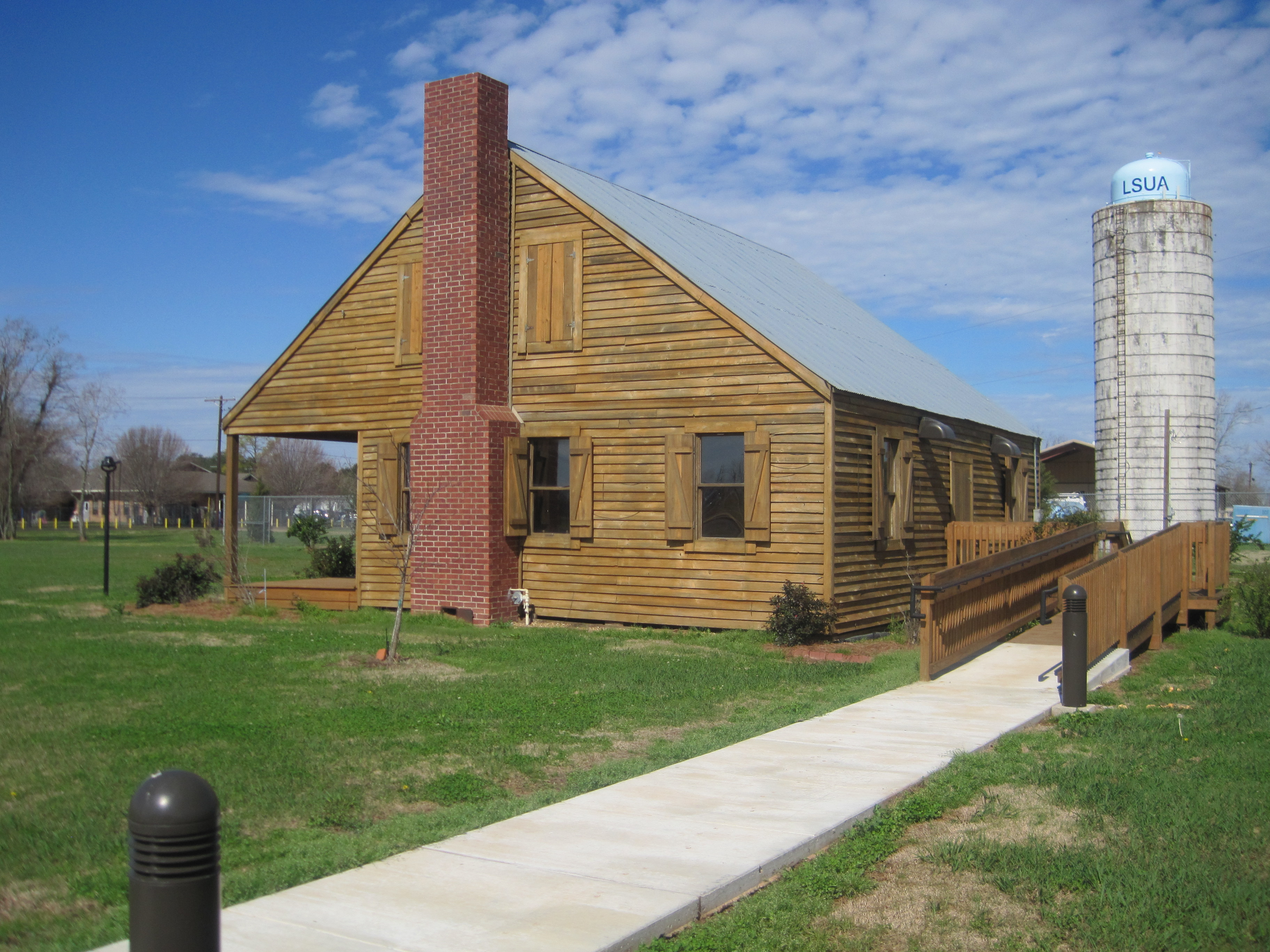
Casa di Edwin Epps restaurata. Attualmente è ubicata nel campus dell'università di Alexandria in Louisiana

Il lavoro di Sue Eakin ridestò l'interesse generale verso la storia. Una curiosità è rappresentata dalle modalità con cui Sue Eakin scoprì l'esistenza del libro di Solomon Northup. All'età di 12 anni accompagnò il padre a una riunione di lavoro presso una piantagione in Louisiana, e il proprietario della piantagione stessa, vedendola annoiata, l'accompagnò in biblioteca e le porse il libro da leggere. Sue Eakin riuscì a entrare in possesso di una copia del libro solo più tardi, quando si iscrisse al college. Lo trovò da un rivenditore di libri usati, e quando chiese il prezzo, il rivenditore le rispose che quel libro essendo vecchio e pieno di bugie non valeva niente e che glielo avrebbe dato per soli 25 centesimi. Da quel momento in poi, Sue Eakin, che si era innamorata della storia, passò gran parte della sua vita a effettuare ricerche e studi su Solomon Northup.
Durante il discorso di ringraziamento alla premiazione dei premi Oscar del 2013, Steve McQueen, regista del film 12 anni schiavo incentrato sulla figura di Solomon Northup, ha voluto pubblicamente ricordare la figura di Sue Eakin, affermando che senza questa grande ricercatrice storica la storia di Solomon Northup sarebbe stata dimenticata da tutti.

### The New York Times
Il 20 gennaio del 1853 il New York Times dedicò una pagina del giornale all'incredibile storia di Solomon Northup. L'articolo racconta le vicende del suo brutale rapimento, a partire dall'albergo di Washington DC.

### Solomon Northup's Odyssey (Film tv)
Negli Stati Uniti d'America, nel 1984, la PBS realizzò un film tv intitolato Solomon Northup's Odyssey, diretto da Gordon Parks, prodotto da "The Fremantle Corporation" e dalla "Past America Inc.", con Avery Brooks come interprete principale.

### Ricostruzione storica Union College di Schenectady
Nel 1998, un team di studenti dell'Union College di Schenectady, New York, coordinati dal loro professore di scienze politiche Clifford Brown, intraprese un progetto per documentare la narrazione storica di Solomon Northup. Raccolsero fotografie, documentazione storica, le fatture di vendita, e mappe di Washington e Louisiana, per ripercorrere i sentieri dell'avventura di Solomon. La loro mostra si tenne alla Nott Memorial University.

### Targa ricordo a Saratoga Springs
Nel 1999 il sindaco di Saratoga Springs, Michael J. O'Connell, volle riconoscere pubblicamente la figura storica di Solomon Northup, facendo erigere una targa in sua memoria, ubicata fra la Congress Street e la Broadway, vicino al punto dove fu avvicinato dai falsi circensi. Nel 2002 il comune di Saratoga Springs ha deliberato che ogni terzo sabato del mese di luglio sia dedicato al "Solomon Northup Day".

### 12 anni schiavo (film)
Nell'ottobre del 2013 è uscito nelle sale il film 12 anni schiavo (vincitore dell'Oscar al miglior film 2014), prodotto da Brad Pitt, diretto dal regista inglese Steve McQueen su adattamento di John Ridley (vincitore dell'Oscar alla migliore sceneggiatura non originale) e interpretato da Chiwetel Ejiofor (nominato come miglior attore protagonista all’Oscar), tratto dall'omonima autobiografia di Solomon Northup, pubblicata nel 1853. Nel cast sono presenti anche Michael Fassbender nel ruolo di Edwin Epps, Brad Pitt nel ruolo di Samuel Bass, Benedict Cumberbatch nel ruolo di William Ford, Paul Dano in quello di John Tibeats (Tibeaut nella autobiografia), Paul Giamatti nel ruolo di Teofilo Freeman, Garret Dillahunt nel ruolo di Armsby, Sarah Paulson nel ruolo di Mary Epps, Lupita Nyong'o nel ruolo di Patsey (vincitrice dell'Oscar alla miglior attrice non protagonista), Scoot McNairy nel ruolo di Merrill Brown e Taran Killam nel ruolo di Hamilton.

### Testi di riferimento
- (EN) Sue L. Eakin, Solomon Northup's Twelve years a slave: and plantation life in the antebellum South, Lafayette, Center for Louisiana Studies, University of Louisiana at Lafayette, 2007, ISBN 978-1-887366-75-5.